# Alajja
Alajja là một chi thực vật có hoa trong họ Hoa môi (Lamiaceae).

## Loài
Chi Alajja gồm các loài: